# Elemental
| Оценки критиков | Оценки критиков |
| Источник        | Оценка          |
| --------------- | --------------- |
| Allmusic        | [ 1 ]           |

Elemental — дебютный альбом канадской автора-исполнительницы Лорины Маккеннит, с которым она запустила собственный лейбл Quinlan Road. Альбом был записан за неделю в июле 1985 года и был выпущен в конце года. Студия располагалась в сарае, стоявшем в поле среди подсолнухов в южном Онтарио.
На 1994 год, согласно журналу Billboard, было продано 20000 копий альбома.

## Список песен
1. «Blacksmith» (традиционная, Маккеннит) — 3:20
2. «She Moved Through the Fair» (традиционная, Патрик Колум, Маккеннит) — 4:05
3. «Stolen Child» (У. Б. Йейтс, Маккеннит) — 5:05
4. «The Lark in the Clear Air» (традиционная, Маккеннит) — 2:06
5. «Carrighfergus» (традиционная, Маккеннит) — 3:24
6. «Kellswater» (традиционная, Маккеннит) — 5:19
7. «Banks of Claudy» (традиционная, Маккеннит) — 5:37
8. «Come by the Hills» (традиционная, Маккеннит) — 3:05
9. «Lullaby» (У. Блейк, Маккеннит) — 4:26. Песня была написана для исполнения монолога «Блейк» Элиотта Хейеса на Стратфордском фестивале 1983 года.

## Отзывы критиков
«Маккеннит презентует равномерно распределённый микс из нью-эйджа и современной кельтской музыки, напоминающий работы Энии, Clannad и Capercaillie» (James Christopher Monger, AllMusic)

## Участники записи
- Лорина Маккеннит — арфа Troubadour, аккордеон, гитара, синтезатор
- Дуглас Кэмпбелл — декламация («Lullaby»)
- Джордж Грир — акустический бас («Stolen Child»)
- Пэт Маллин — виолончель («Stolen Child», «The Lark In The Clear Air», «Lullaby»)
- Седрик Смит — гитара, вокал («Carrighfergus», «Kellswater»)